# Grup alternant
En matemàtiques, un grup alternant és el grup de les permutacions parelles d'un conjunt finit {1,...,n}, denotat per An o Alt(n).